# Ga Ansan
Ga Ansan thuộc về Tàu điện ngầm vùng thủ đô Seoul tuyến 4. Nó là ga cuối cùng trong Tuyến 4 cho đến khi mở rộng tuyến đến Ga Oido. Nó vẫn còn là ga cuối cho một số tàu. Ở đây có nhiều nhà hàng và cửa hàng nằm xung quanh ga này. Ansan có một cộng đồng người nước ngoài lớn và một số nhà hàng nước ngoài cũng được đặt cạnh ga.

## Bố trí ga
| ↑ Choji            |
| \| １２ \| ３４ \| |
| Singiloncheon ↓    |

| 1 | ● Tuyến 4           | → Kết thúc tại ga này ← Hướng đi Geumjeong · Sadang · đại học Hansung · Jinjeop |
| 2 | ● Tuyến 4           | ← Hướng đi Geumjeong · Sadang · đại học Hansung · Jinjeop                       |
| 2 | ●Tuyến Suin–Bundang | ← Hướng đi Suwon · Giheung · Seohyeon · Seonjeongneung · Wangsimni              |
| 3 | ● Tuyến 4           | → Hướng đi Oido →                                                               |
| 3 | ●Tuyến Suin–Bundang | → Hướng đi Singiloncheon · Jeongwang · Incheon Nonhyeon · Yeonsu · Incheon →    |
| 4 | ● Tuyến 4           | → Kết thúc tại ga này                                                           |

## Hành khách
| Ga                    | Hành khách | Hành khách | Hành khách | Hành khách | Hành khách | Hành khách | Hành khách |
| Ga                    | 2000       | 2001       | 2002       | 2003       | 2004       | 2005       | 2006       |
| --------------------- | ---------- | ---------- | ---------- | ---------- | ---------- | ---------- | ---------- |
| Tuyến 4 (Seoul metro) | 14916      | 13972      | 14988      | 15354      | 11884      | 11195      | 11769      |